# Olivia Goldsmith
Olivia Goldsmith (1 de enero de 1949 - 15 de enero de 2004) fue una escritora estadounidense, conocida, principalmente, por su primera novela The First Wives Club (El Club de las Primeras Esposas) (1992), que fue adaptada al cine cuatro años después.

## Biografía
Nació en Dumont, Nueva Jersey, con el nombre Randy Goldfield, que más tarde cambió a Justine Goldfield y luego a Justine Rendal.  Sin embargo, escribió bajo el pseudónimo de Olivia Goldsmith. Decidió «quedarse» con la escritura después de su divorcio, cuando dijo que su marido se había quedado con todo lo demás, incluyendo su Jaguar y su casa de campo.
Se graduó en la Universidad de Nueva York y fue socia de los consultores de gestión de  Booz & Company en Nueva York antes de convertirse en escritora. Muchos de sus libros puede ser descritos como fantasías de venganza, un tema constante es el maltrato a las mujeres por parte de los hombres a los que aman, pero al final las mujeres siempre salen victoriosas. También escribió varios libros para niños, que fueron publicados bajo el nombre de Justine Rendal.
A finales de 1996, cuando un periodista de Entertainment Weekly le preguntó cuál había sido su acontecimiento favorito del año 1996, Olivia Goldsmith respondió que este momento se había producido cuando el senador Bob Dole se había caído del escenario durante un acto de campaña, lo que causó una gran polémica. 
Goldsmith murió por problemas derivados de sus operaciones de cirugía estética. Sus dos últimos libros fueron publicados de manera póstuma.
La canción «Edith Wharton’s Figurines» de Suzanne Vega, perteneciente al álbum Beauty & Crime de 2007, está dedicada a Olivia Goldsmith.

## Obras
- The First Wives Club o El club de las primeras esposas (1992), en la que se basó la película The First Wives Club (1996), protagonizada por Bette Midler, Diane Keaton y Goldie Hawn. La historia trata de tres amigas que han sido dejadas por sus maridos por mujeres más jóvenes. Después de que una cuarta amiga (también engañada) se suicida debido a los abusos de su exmarido, ellas deciden vengarse de los cuatro exmaridos.
- Fashionably Late o Elegantemente tarde (1993): una joven diseñadora trata de dirigir su casa de moda, mientras lidia con un matrimonio con problemas, con la adopción de un niño y con la búsqueda de su madre biológica.
- Flavor of the Month (1994): se trata de una sátira de Hollywood, a través de tres estrellas de un programa de televisión. Una es una actriz con talento, pero se hace una cirugía plástica para parecer más joven y hermosa; la segunda es una chica de las pobres tierras del Sur que huye de un padre abusivo; y la tercera es la niña mimada de los actores.
- Marrying Mom o Casarse con mamá (1996): tres neoyorquinas treintañeras tratan de conseguir un marido para su madre viuda, para que ésta deje de interferir en sus vidas.
- El Bestseller (1996): la novela sigue a cinco personas que han escrito sendas novelas y se presentan a un concurso organizado por una editorial de Nueva York. los cinco quieren ver convertidas sus obras en libros de éxito, pero solo uno lo conseguirá.
- Switcheroo (1998): Una mujer descubre que su marido está teniendo una aventura. Cuando conoce a la señora se queda asombrada al darse cuenta de que, salvo por una diferencia de veinte años, parecen exactamente iguales. Con maquillaje y cirugía, se intercambian sus papeles para tratar de darle una lección.
- Young Wives o Jóvenes esposas (2000): se trata del reverso del Club de las primeras esposas. Tres veinteañeras descubren que sus esposos están metidos en asuntos turbios, incluido el tráfico de drogas, por lo que se agrupan para conseguir venganza.
- Bad Boy (2001): un periodista de moda de Seattle transforma radicalmente la imagen de su mejor amigo, un ratón de biblioteca que trabaja como programador de computadoras y que pasa de ser «un cero» a ser «un héroe».
- Insiders (2002): Jennifer, una elegante y atrevida magnate de Wall Street, se compromete a cargar con la culpa de los turbios negocios de su jefe. Pero, después de que su prometido, que es abogado, fracasa en su defensa, Jennifer termina en una cárcel de mujeres duras, donde su ropa de diseño y su educación no cuentan para nada. Una vez entre rejas, la protagonista descubrirá que su única salida es aliarse con sus supuestos cómplices y trabajar con ellos.
- Dumping Billy (2004): una mujer se da cuenta de que, cada vez que Billy deja a una mujer, esta se casa inmediatamente a continuación con el siguiente tipo que conoce.
- Wish Upon A Star (2004): una secretaria de poca categoría es invitada a ir a Londres con uno de los principales socios de su empresa, pero una vez allí este la estafa, obligándola a labrarse una nueva vida, ella sola, en una ciudad que le es extraña.